# Raimundo Panikkar
Raimundo Panikkar, född Raimundo Pániker Alemany 3 november 1918 i Barcelona, död 26 augusti 2010 i Tavertet, Katalonien, var en spansk (katalansk) romersk-katolsk religionsfilosof, specialiserad på mellanreligiös dialog.
Panikkar föddes som son till en hinduisk indisk far och en högutbildad katalansk mor. Efter avslutad jesuitskola studerade han kemi och filosofi vid universiteten i Barcelona, Bonn och Madrid samt katolsk teologi i Madrid och Rom. Han innehade tre doktorat: han blev vid universitetet i Madrid fil. dr. 1945 och doktor i naturvetenskap 1958 samt teol. dr vid Lateranuniversitetet i Rom 1961. 
Han prästvigdes 1946 och fick samma år en professorstjänst i Madrid. Därefter har han varit verksam i Indien, där han också studerade, och innehaft professurer i Rom (1962–1963), vid Harvard University (1967–1971) samt vid University of California, Santa Barbara (1971–1978).